# Jakob Liiv

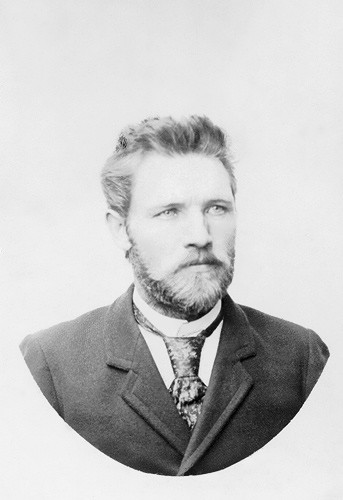
Jakob Liiv, etwa 1890

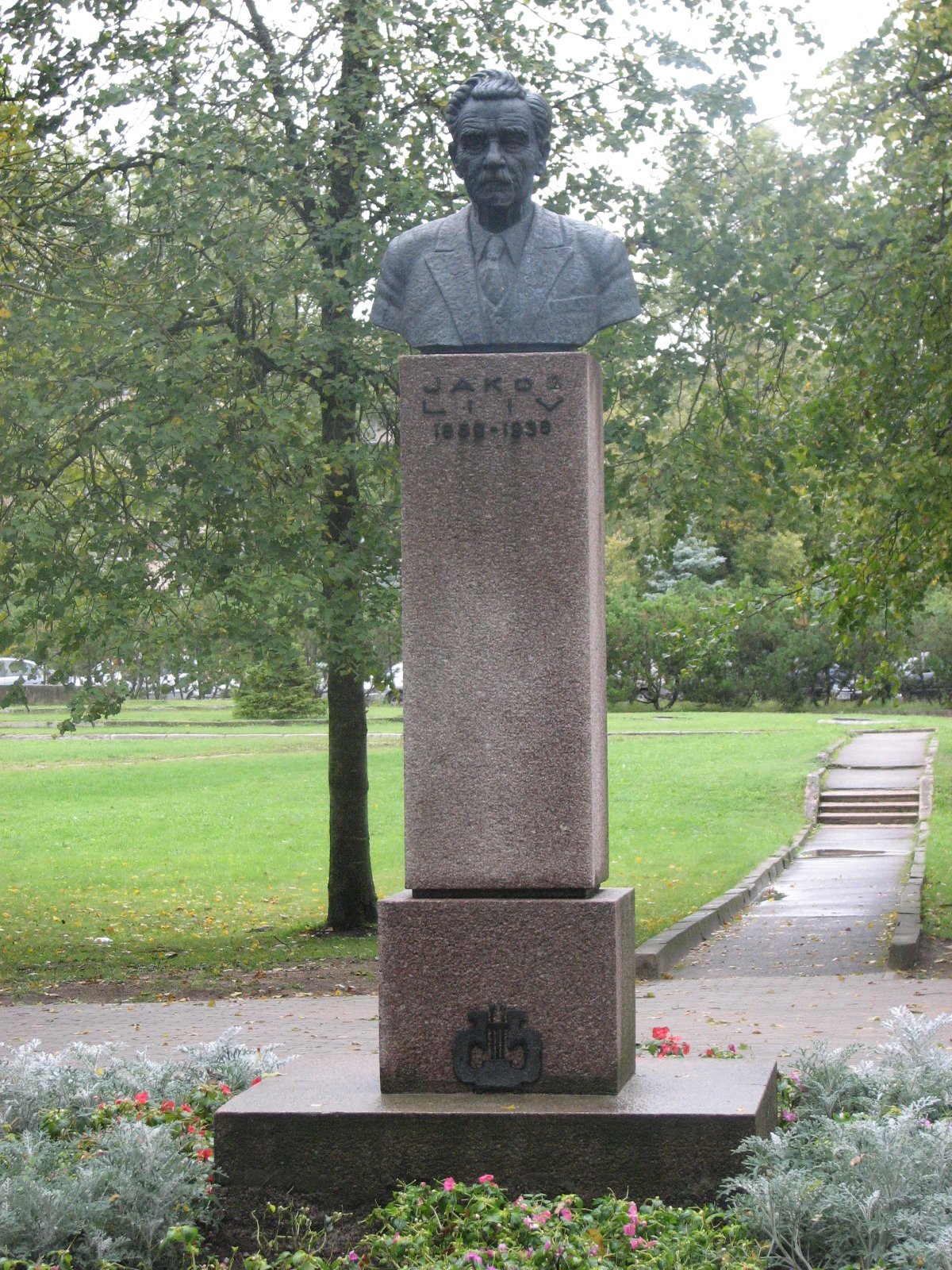
Denkmal für Jakob Liiv in Väike-Maarja.

Jakob Liiv (* 16. Februarjul. / 28. Februar 1859greg. in Alatskivi; † 17. Januar 1938 in Rakvere) war ein estnischer Lyriker und Dramatiker. Er ist der ältere Bruder des Schriftstellers Juhan Liiv (1864–1913).

## Leben
Jakob Liiv wurde in ärmliche Verhältnisse geboren. Er besuchte bis 1878 die Kirchspiel-Schule in Kodavere. Anschließend absolvierte er eine Ausbildung zum Schullehrer in Kavastu und Väike-Maarja. Ab 1901 war er als Hilfslehrer und als Gemeindeschreiber tätig. Später gründete er in Väike-Maarja eine Buchhandlung. 1913 ließ sich Liiv in Rakvere nieder, wo er eine Anstellung als Bankbeamter fand. Außerdem war er bei der Zeitung „Rakvere Teataja“ beschäftigt.
Mit der Unabhängigkeit Estlands 1918 zog es ihn auch in die Politik. Von 1919 bis 1921 war er Oberbürgermeister der Stadt. Er gründete unter anderem das Theater von Rakvere. Anschließend war er bis 1926 wieder als Grundschullehrer tätig. Jakob Liiv liegt heute auf dem Friedhof von Rakvere begraben. In Väike-Maarja (Kreis Lääne-Viru) erinnert seit 1938 ein Denkmal des Tartuer Bildhauers Roman Haavamägi (1891–1964) an ihn.

## Werk
Jakob Liiv war estnisch-national gesinnt. Er unterstützte die immer stärker werdende Emanzipationsbewegung und die Besinnung der Esten auf ihre eigene Sprache und Kultur. Eng arbeitete Liiv mit den estnischen Zeitungen und Vereinen der damaligen Zeit zusammen.
Liiv war vor allem ein Meister der lyrischen Form. Seine frühe Dichtung beschreibt in idyllischer Weise seine Heimat und die Natur am Peipussee. Allerdings mischen sich angesichts der Russifizierungsbemühungen der zaristischen Staatsmacht auch schwermütige Töne hinein. Erst um die Jahrhundertwende wird seine Kunst realistischer. Durch seine gesellschaftskritischen Stellungnahmen hatte er wiederholt Schwierigkeiten mit der zaristischen Zensur.

## Wichtigste Werke
- Wiru-Kannel (Gedichtsammlung, I: 1886, 1902, II: 1891, III: 1900)
- Leina-lilled (1894)
- Kõrbelõvi (1898)
- Musti lell (1899)
- Puujala Mats (1899)
- Kolmat aega vallavanem (Theaterstück, 1904)
- Jakob Liiv'i kirjatööd (Anthologie, I: 1906, II: 1910)
- Lüürilised laulud (Gedichtsammlung, 1929)
- Päikese veerul (1933)
- Elu ja mälestusi (Memoiren, 1936)
- Valitud teosed (Ausgewählte Werke, 1960)

## Deutsche Übersetzungen
Von Jakob Liiv liegen nur wenige Proben auf Deutsch vor:
- Dichterschicksal – Am Abend – Am Ährenfelde, in:  Estnische Gedichte. Übersetzt von W. Nerling. Dorpat: Laakmann 1925, S. 55–57.
- Ein Strandbild, in: Estnische Lyrik. Übertragen von Tatjana Ellinor Heine. Brackenheim: Verlag Georg Kohl GmbH + Co 1981, S. 26.